# 重慶市 (中華民国)
重慶市（じゅうけいし）は、かつて中華民国に設置されていた市。現在の中華人民共和国重慶市の中心部に相当する。

## 歴史
中華民国の成立以前、現在の重慶市街は重慶府巴県に属していた。中華民国が建国されると重慶府は廃止され、巴県は東川道の管轄下に置かれた。
1921年（民国10年）11月、四川軍閥の劉湘は重慶商埠督弁処を設置して重慶市街の行政を担わせたが、行政区画としての重慶市はまだ設置されなかった。1923年（民国12年）2月に重慶商埠督弁処に代わって重慶市政公所が設置され、1926年（民国15年）6月には重慶商埠督弁公署、1927年（民国16年）には重慶市政庁に改組された。
1929年（民国18年）2月15日、重慶市政庁が重慶市政府へ改組されると同時に重慶市街は巴県から分離し、四川省管轄の市（省轄市）として重慶市が正式に設置された。

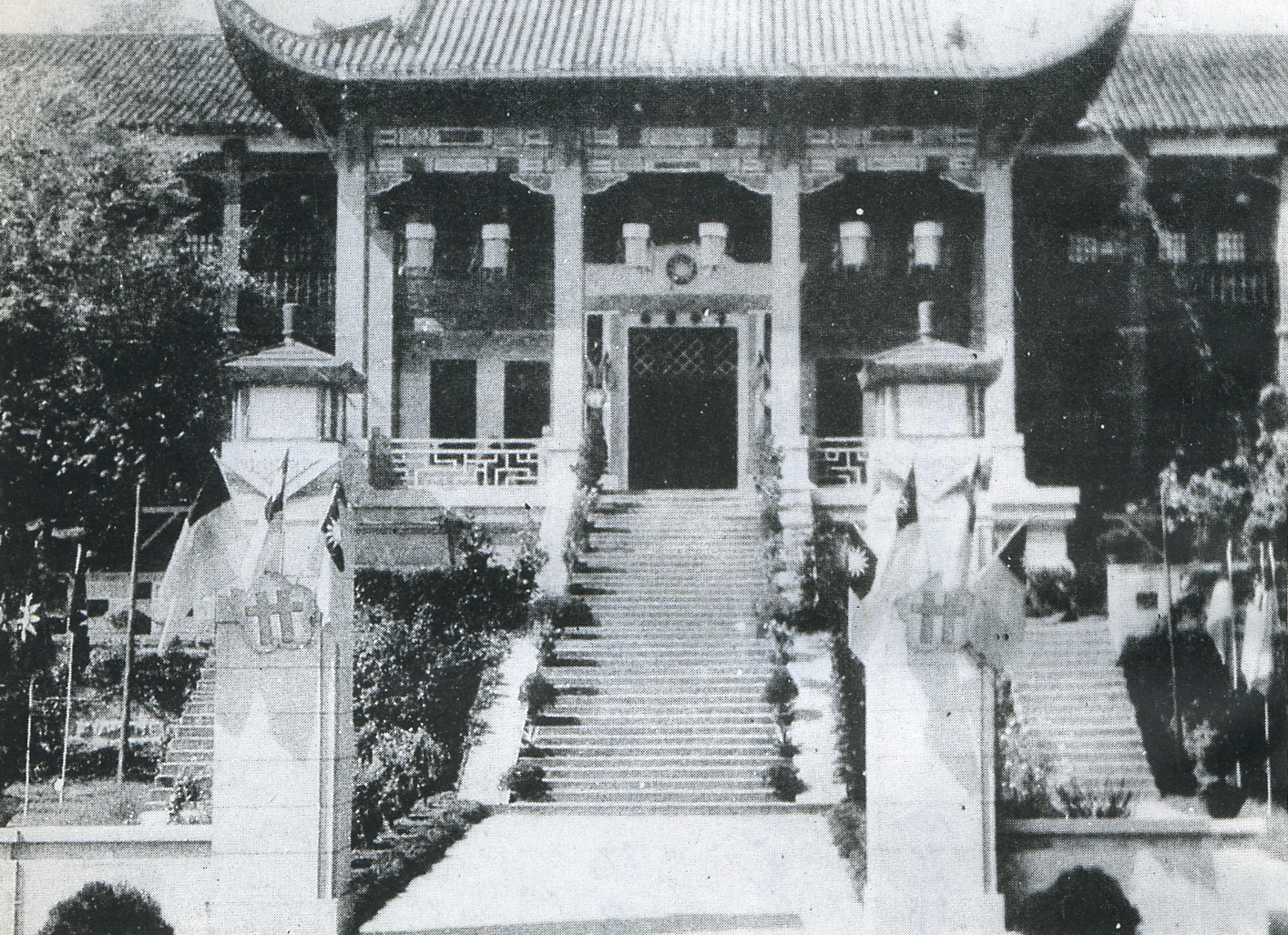
重慶の国民政府庁舎

日中戦争が勃発し、日本軍が南京に迫りつつあった1937年（民国26年）11月20日、国民政府は「国民政府移駐重慶宣言」を発表し、首都機能や各国大使館が南京から重慶へ移転した。1938年（民国27年）から1943年（民国32年）にかけて、日本軍は重慶への爆撃を幾度となく実施し、特に1939年（民国28年）5月3日・4日の爆撃による被害は甚大なものであった。5月5日、中央から市に対する指導力を強化するため、国民政府は重慶市を四川省から分離させ、院轄市に昇格させた。
1940年（民国29年）9月6日には「重慶を中華民国の陪都とする」という国民政府令が発表され、重慶の「戦時首都」としての地位が正式に確立された。戦時首都となったことは重慶の発展に大きな影響をもたらした。日本軍の占領を逃れて華東地区から移転した工場はそのほとんどが重慶を移転先とし、重慶は当時の中国で最も工場が集中する都市となった。また、中央銀行・中国銀行・交通銀行・農民銀行といった大手銀行の本店や国立中央大学・中央政治学校などの教育機関も重慶に移転し、重慶は金融センター・文教都市としても発展した。大韓民国臨時政府も1940年に重慶に移り、蔣介石政権の元で抗日運動に励んだ。

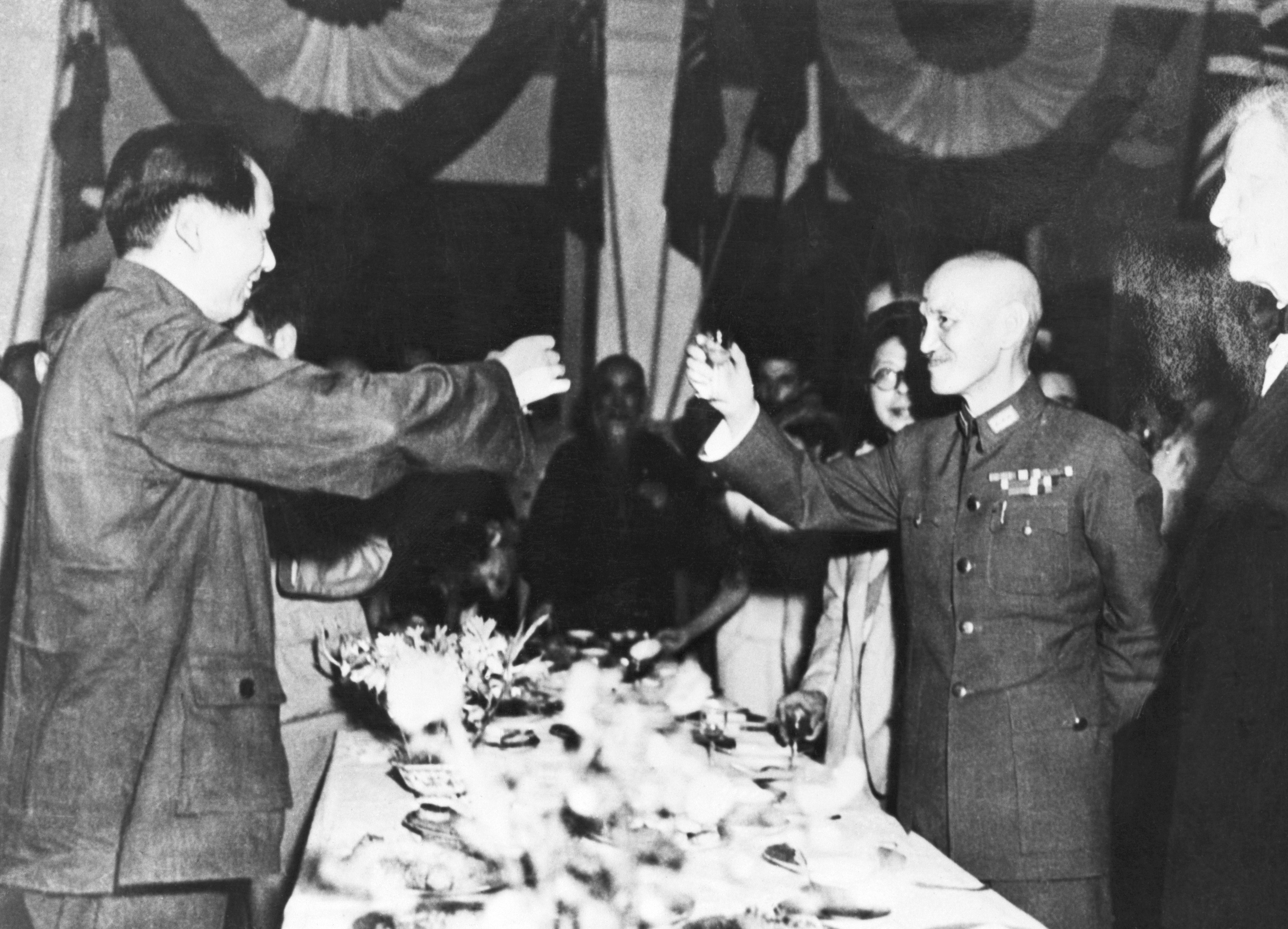
重慶会談での晩餐会で祝杯を上げる毛沢東（左）と蔣介石（右）

1945年（民国34年）に日中戦争が終結すると、内戦の再開を避けるため、国民政府（中国国民党）と中国共産党の間での和平交渉が重慶で開かれた（重慶会談）。交渉は8月29日から10月10日まで続き、内戦の回避と統一政権の樹立を約束する「双十協定」が10月10日に発表された。翌1946年（民国35年）には双十協定に基づいて政治協商会議が重慶で開催されたものの交渉は決裂し、第二次国共内戦が勃発した。また、同年5月1日には「還都令」が発表され、5月5日に国民政府が南京へ戻された。
1949年（民国38年）10月11日、代理総統の李宗仁が総統令を発表し、10月13日に中華民国政府は広州から重慶に移った。重慶に中国人民解放軍が接近すると中華民国政府は成都へ移転し、11月30日に重慶は人民解放軍によって占領された。

## 歴代首長
| 代                   | 氏名               | 写真               | 在任期間                      |                    |
| 重慶商埠督弁処督弁   | 重慶商埠督弁処督弁 | 重慶商埠督弁処督弁 | 重慶商埠督弁処督弁            | 重慶商埠督弁処督弁 |
| -------------------- | ------------------ | ------------------ | ----------------------------- | ------------------ |
| 1                    | 楊森               |                    | 1921年11月 - 1922年8月        |                    |
| 重慶市政公所督弁     |                    |                    |                               |                    |
| 1                    | 鄧錫侯             |                    | 1923年2月 - ?                 |                    |
| 2                    | 陳国棟             |                    | ? - ?                         |                    |
| 3                    | 朱宗愨             |                    | ? - ?                         |                    |
| 重慶商埠督弁公署督弁 |                    |                    |                               |                    |
| 1                    | 唐式遵             |                    | 1926年6月 - 1926年7月         |                    |
| 2                    | 潘文華             |                    | 1926年7月 - 1927年11月1日     |                    |
| 重慶特別市長         |                    |                    |                               |                    |
| 1                    | 潘文華             |                    | 1927年11月1日 - 1929年2月15日 |                    |
| 重慶市長             |                    |                    |                               |                    |
| 1                    | 潘文華             |                    | 1929年2月15日 - 1935年7月     |                    |
| 2                    | 張必果             |                    | 1935年6月24日 - 1936年4月11日 |                    |
| 3                    | 李宏錕             |                    | 1936年 - 1938年8月            |                    |
| 4                    | 蔣志澄             |                    | 1938年8月1日 - 1939年5月5日   |                    |
| 5                    | 賀国光             |                    | 1939年5月15日 - 1939年12月5日 |                    |
| 6                    | 呉国楨             |                    | 1939年12月 - 1942年12月16日   |                    |
| 7                    | 賀耀組             |                    | 1942年12月16日 - 1945年11月   |                    |
| 8                    | 張篤倫             |                    | 1945年12月1日 - 1948年4月     |                    |
| 9                    | 楊森               |                    | 1948年4月 - 1949年11月30日    |                    |